# Stanislav Hencl
Stanislav Hencl (* 1976 Pardubice) je český matematik specializující se na matematickou analýzu. Působí v Praze na Matematicko-fyzikální fakultě Univerzity Karlovy (MFF UK). Je ženatý a má dvě děti.

## Vědecká kariéra
Stanislav Hencl vystudoval matematickou analýzu na MFF UK, kde získal i doktorský titul pod vedením prof. Jana Malého. Další zkušenosti sbíral v rámci doktorátu na University College London, University of Sussex a dva roky jako postdoc na Jyväskyläské univerzitě.
Jakožto (spolu)autor 66 odborných článků a jedné monografie má na kontě přes 1600 citací (dle Google Scholar). Bývá proto zván jako řečník na mnohé mezinárodní konference a jako hodnotitel zahraničních grantů. Mezinárodní zájem vzbuzují i možnosti působení v jeho týmu (postdoc).[zdroj⁠?!]
V r. 2012 získal grant ERC CZ. V roce 2015 byl oceněn Cenou Neuron pro mladé vědce, v prosinci 2016 byl jmenován profesorem matematiky.
Od července 2024 vede Katedru matematické analýzy MFF UK.

## Pedagogická činnost
Prof. Hencl učí na matematické sekci Matematicko-fyzikální fakulty Univerzity Karlovy čtyřsemestrální kurz matematické analýzy a další předměty, např. zobrazení s konečnou distorzí nebo seminář z prostorů funkcí. O oblibě mezi studenty svědčí např. studentská anketa.
Jako vedoucí vychoval řadu studentů, z nichž někteří dále učí na českých vysokých školách.
Příležitostně šíří osvětu o svém oboru.